# Alefacept
Alefacept là một loại thuốc ức chế miễn dịch biến đổi gen. Nó được bán dưới tên thương hiệu Amevive ở Canada, Hoa Kỳ, Israel, Thụy Sĩ và Úc. Năm 2011, các nhà sản xuất đã đưa ra quyết định ngừng khuyến mãi, sản xuất, phân phối và bán Amevive trong thời gian gián đoạn nguồn cung. Theo Astellas Pharma US, Inc., quyết định ngừng bán hàng Amevive không phải là kết quả của bất kỳ mối quan tâm an toàn cụ thể nào cũng như kết quả của bất kỳ thu hồi sản phẩm tự nguyện hoặc ủy quyền nào của FDA. Mặt khác, việc sử dụng Amevive có liên quan đến một nguy cơ nhất định của các bệnh hệ thống phát triển như bệnh ác tính. Thuốc này không bao giờ được chấp thuận cho thị trường thuốc châu Âu.
Alefacept được sử dụng để kiểm soát viêm trong bệnh vẩy nến từ trung bình đến nặng với sự hình thành mảng bám, nơi nó can thiệp vào hoạt hóa tế bào lympho. Nó cũng đang được nghiên cứu trong điều trị da u lympho tế bào T và T-cell non-Hodgkin lymphoma.
Alefacept là một protein tổng hợp: nó kết hợp một phần của kháng thể với protein ngăn chặn sự phát triển của một số loại tế bào T.

## Cơ chế hoạt động
Cơ chế hoạt động liên quan đến cơ chế kép. Alefacept ức chế sự hoạt hóa của tế bào CD4+ và CD8+ tế bào T bằng cách can thiệp CD2 trên màng tế bào T do đó ngăn chặn các phân tử costimulatory LFA-3/CD2 tương tác. Một cơ chế khác là gây ra apoptosis của tế bào lympho T bộ nhớ. Nếu các tế bào T được kích hoạt, chúng sẽ kích thích tăng sinh tế bào keratinocytes dẫn đến các triệu chứng vẩy nến điển hình. Do đó, alefacept dẫn đến cải thiện lâm sàng bệnh vẩy nến từ trung bình đến nặng bằng cách làm giảm các phản ứng này. Sự kết hợp của các phương thức điều trị đã được sử dụng để đáp ứng thách thức của bệnh vẩy nến khó điều trị.

## Chỉ định
Alefacept được chỉ định để quản lý bệnh nhân bị bệnh vẩy nến mảng mãn tính trung bình đến nặng ở bệnh nhân trưởng thành là ứng cử viên cho liệu pháp hệ thống hoặc liệu pháp quang. Việc sử dụng đồng thời các corticosteroid tại chỗ có hiệu lực thấp được cho phép trong giai đoạn điều trị với alefacept và dường như không gây ra bất kỳ rủi ro nào khác.
Thuốc đã được phê duyệt dựa trên các nghiên cứu liên quan đến 1.869 bệnh nhân hoàn toàn với các mảng bám chiếm ít nhất 10% bề mặt cơ thể. Hoặc là 7.5   mg IV hoặc 15   mg IM mỗi tuần một lần được áp dụng. Các kết quả dài hạn (giảm ít nhất 75% điểm PASI tiền xử lý) lần lượt là 14% và 21%. Những cải thiện bổ sung sau khi hoàn thành giai đoạn điều trị 12 tuần hoặc sau khi hoàn thành điều trị alefacept thứ hai cũng được nhìn thấy. Thông thường sự thuyên giảm được duy trì trong 7 đến 12 tháng sau khi kết thúc điều trị.

## Chống chỉ định và phòng ngừa
- Alefacept làm giảm số lượng tế bào T CD4 + và có thể làm xấu đi quá trình lâm sàng của nhiễm HIV. Do đó chống chỉ định ở bệnh nhân nhiễm HIV.
- Số lượng tế bào CD4 + và/hoặc CD8 + tiền xử lý dưới giới hạn dưới được chấp nhận
- Tiền sử bệnh ác tính toàn thân
- Thận trọng: Bệnh nhân có nguy cơ cao mắc bệnh ác tính toàn thân
- Được biết quá mẫn cảm với alefacept hoặc với bất kỳ thành phần nào khác của chế phẩm
- Thận trọng: Có ít kinh nghiệm ở bệnh nhân lão khoa (từ 65 tuổi trở lên); cho đến nay không có sự khác biệt đối với nhóm tuổi trẻ hơn đã được ghi nhận.

## Mang thai và cho con bú
- Alefacept đã được chỉ định cho Mang thai loại B ở Mỹ và C ở Úc.
- Thời gian cho con bú: Không biết thuốc có được bài tiết vào sữa mẹ hay không. Nên chấm dứt dùng thuốc hoặc cho con bú, có tính đến tầm quan trọng của việc điều trị đối với người mẹ.

## Bệnh nhân nhi
Không có kinh nghiệm lâm sàng tồn tại ở bệnh nhân dưới 18 tuổi. Do đó, thuốc không nên được sử dụng ở bệnh nhi.

## Tác dụng phụ
- Giảm bạch huyết: Phổ biến nhất trong các thử nghiệm lâm sàng là giảm đáng kể và liên quan đến liều CD4 + và CD8 + ở 10 đến 59% bệnh nhân. Tuy nhiên, chỉ có 0 đến 2% bệnh nhân trải qua các mức giảm dưới giới hạn dưới được chấp nhận. Hậu quả của giảm bạch cầu có thể là nhiễm trùng và/hoặc các khối u ác tính liên quan đến điều trị (xem bên dưới).
- Bệnh ác tính: Trong các nghiên cứu lâm sàng trên 1.869 bệnh nhân, 63 khối u ác tính xuất hiện trong 43 bệnh nhân đã được quan sát. Hầu hết trong số này là phải u hắc tố và khối u ác tính da ung thư, khác khối u rắn, và u lympho.
- Nhiễm trùng: Trong các nghiên cứu lâm sàng 0,9% bệnh nhân bị nhiễm trùng đáng kể so với 0,2% trong nhóm giả dược. Trong số các bệnh nhiễm trùng có những bệnh nghiêm trọng như nhiễm trùng huyết, viêm phổi, áp xe, nhiễm trùng vết thương và hội chứng sốc nhiễm độc.
- Phản ứng nhạy cảm: Mề đay và phù mạch đã được quan sát. Nếu một phản ứng phản vệ nên xảy ra điều trị triệu chứng nên được bắt đầu ngay lập tức.
- Hình thành kháng thể đối với alefacept: Khoảng 3% bệnh nhân đã phát triển các kháng thể hiệu giá thấp mà không có tầm quan trọng đối với hiệu quả lâm sàng của thuốc. Tác dụng miễn dịch lâu dài chưa được khám phá tốt.
- Nhiễm độc gan: Báo cáo đưa ra thị trường cho thấy tăng asymtomatic trong transaminase (ALT và/hoặc AST), béo thoái hóa gan, mất bù của tồn tại trước đó xơ gan, và điều trị liên quan đến cấp suy gan. Người ta không biết liệu một số hoặc tất cả các biểu hiện này có phải là do điều trị bằng alefacept hay không, nhưng nên ngừng điều trị ngay khi có bất kỳ dấu hiệu nào của nhiễm độc gan.
- Tác dụng phụ phổ biến khác nhau: tác dụng phụ như viêm họng, ho, chóng mặt, buồn nôn, ngứa, đau cơ, ớn lạnh và phản ứng tại các vị trí tiêm được quan sát khá thường xuyên.

## Tương tác
- Bệnh nhân hiện đang trải qua liệu pháp ức chế miễn dịch (liệu pháp quang học, hoặc áp dụng đồng thời các thuốc ức chế miễn dịch khác) không nên dùng alefacept để tránh nguy cơ ức chế miễn dịch quá mức. Các nghiên cứu liên quan đến sự kết hợp với cyclosporine hoặc methotrexate được tiến hành, nhưng cho đến nay chưa có kết quả nào được công bố.
- Vắc-xin sống: Hiệu quả của việc áp dụng đồng thời vắc-xin sống chưa được kiểm tra đầy đủ. Tuy nhiên, tác dụng của độc tố uốn ván vẫn được bảo tồn tốt trong các thử nghiệm lâm sàng.

## Kiểm tra phòng thí nghiệm cần thiết
- CD4 + tế bào nên có được trước khi bắt đầu điều trị và trong suốt quá trình 12 tuần điều trị trong khoảng thời gian 2 tuần.
- Có thể mong muốn theo dõi các nghiên cứu về chức năng gan (AST và ALT) ở những bệnh nhân có nguy cơ cao bị nhiễm độc gan (ví dụ, viêm gan từ trước, hoặc tiêu thụ rượu hàng ngày cao).

## Phác đồ liều dùng
Phác đồ liều lượng tiêu chuẩn là áp dụng hàng tuần là 7,5   mg IV hoặc 15   mg IM trong một khóa học 12 tuần. Những lợi ích và rủi ro của các khóa học lặp đi lặp lại chưa được khám phá chi tiết đầy đủ. Điều trị nên được tiến hành dưới sự giám sát của bác sĩ có kinh nghiệm trong việc sử dụng các thuốc ức chế miễn dịch.